# نظرية مثلث الحب

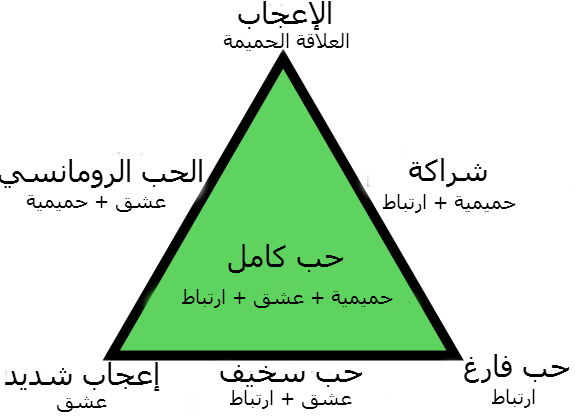
نظريَّة الحب في رسمٍ بياني مثلثي.

نظرية مثلث الحب (بالإنجليزية: Triangular theory of love)‏ هي نظرية عن الحب أبتكرها عالم النفس الأمريكي روبرت سترنبرغ، وتقسم هذه النظرية إلى ثلاثة مكونات وهي :
1. الألفة : التي تمثل مشاعر القرب والارتباط
2. الشغف : التي تمثل مشاعر الرومانسية والانجذاب الجنسي
3. الالتزام : ويمثل في المدى القصير هو القرار الذي يتخذه الإنسان بأن يبقى مع شخص آخر، وفي المدى الطويل يمثل الإنجازات المشتركة التي تحققت مع الشخص الأخر

وتعتمد قوة وكمية الحب على قوة هذه المكونات الثلاثة وعلاقتهم ببعضهم.